# Petermannia
Petermannia, monotipski biljni rod smješten u vlastitu porodicu Petermanniaceae, dio reda Liliales. Jedina vrsta je P. cirrosa australski endem iz Novog Južnog Walesa i Queenslanda.